# 温故知新書
温故知新書（おんこちしんしょ）は、室町時代後期の文明16年（1484年）に成立した国語辞典。著者は新羅社宮司大伴泰広（大伴広公）。序文は園城寺学侶尊通による。全2巻（3冊）。
所収語数は約13,000。いろは順が一般的であったこの時代に五十音順を採用した最古のものといわれている。
まず語頭の音で五十音順の50の「部」に分け、更に分野・部門別に12の「門」に分けられている。
現在は、尊経閣文庫に写本が伝わるのみである。影印本が2000年に刊行された。